# Bout de Zan veut s'engager

Bout de Zan veut s'engager est un film muet français réalisé par Louis Feuillade et sorti en 1914.

## Fiche technique
- Réalisation et scénario : Louis Feuillade
- Société de production : Société des Etablissements L. Gaumont
- Format : Muet - Noir et blanc - 35 mm - 1,33:1
- Genre : Comédie
- Date de sortie : 
  - France : février 1914

## Distribution
- René Poyen : Bout de Zan